# Agriocnemis ruberrima
Agriocnemis ruberrima är en trollsländeart. Agriocnemis ruberrima ingår i släktet Agriocnemis och familjen dammflicksländor. IUCN kategoriserar arten globalt som livskraftig.

## Underarter
Arten delas in i följande underarter:
- A. r. albifrons
- A. r. ruberrima